# دونوفان مورغان
دونوفان مورغان (بالإنجليزية: Donovan Morgan)‏ هو لاعب كرة قدم أمريكية ولاعب كرة القدم الكندية أمريكي، ولد في 29 يوليو 1982 في نيو أورلينز في الولايات المتحدة.

## وصلات خارجية
- دونوفان مورغان على موقع مرجع كرة القدم المحترفة.كوم (الإنجليزية)